# Hipoplasia
A hipoplasia é a diminuição da atividade formadora dos tecidos orgânicos (pele, músculos, etc.). A diminuição de um tecido em um determinado órgão ou parte do corpo, afeta o local tornando-se menor e mais leve que o normal, mas os padrões básicos de sua arquitetura continuam os mesmos.
Existem várias causas para que ocorra a hipoplasia, desde a má formação e desenvolvimento do embrião no útero até ações fisiológicas e patológicas. Na embriogênese, a hipoplasia desencadeia um defeito na formação de um órgão ou parte dele, como na hipoplasia pulmonar. Após o nascimento, essa diferenciação celular é resultado da diminuição no ritmo da renovação celular, aumento da taxa de distribuição das células ou a ocorrência dos dois ao mesmo tempo.[carece de fontes?]